# José Antônio Aparecido Tosi Marques
José Antônio Aparecido Tosi Marques (Jaú, 13 maggio 1948) è un arcivescovo cattolico brasiliano, dall'11 ottobre 2023 arcivescovo emerito di Fortaleza.

## Biografia
È nato a Jaú, primogenito di sei fratelli, da Antonio Marques de Toledo e Arminda Tosi Marques. Ha compiuto gli studi di base e secondari a Barra Bonita (1955-1965) e nel seminario minore di São Carlos (1966-1967).
Ha studiato filosofia nel seminario diocesano di São Carlos (1968-1970) e teologia allo Studium Theologicum Claretianum di Curitiba (1971-1974).
È stato ordinato sacerdote l'8 dicembre 1974, a Barra Bonita, dal vescovo Constantino Amstalden. Successivamente è divenuto parroco a Santo Antônio (Vila Prado), São Carlos, e coordinatore diocesano della Pastorale vocazionale.
È stato anche direttore spirituale, docente e rettore nel seminario diocesano di São Carlos.
Il 10 luglio 1991 è stato nominato vescovo ausiliare di São Salvador da Bahia. Ha ricevuto l'ordinazione episcopale il 20 settembre successivo dalle mani del cardinale Lucas Moreira Neves, co-consacranti i vescovi Constantino Amstalden e Rubens Augusto de Souza Espínola.
Il 13 gennaio 1999 è stato nominato arcivescovo metropolita di Fortaleza.
L'11 ottobre 2023 papa Francesco ha accolto la sua rinuncia al governo pastorale dell'arcidiocesi di Fortaleza per raggiunti limiti di età; gli è succeduto Gregório (Leozírio) Ben Lâmed Paixão (Neto), fino ad allora vescovo di Petrópolis.

## Genealogia episcopale e successione apostolica
La genealogia episcopale è:
- Cardinale Scipione Rebiba
- Cardinale Giulio Antonio Santori
- Cardinale Girolamo Bernerio, O.P.
- Arcivescovo Galeazzo Sanvitale
- Cardinale Ludovico Ludovisi
- Cardinale Luigi Caetani
- Cardinale Ulderico Carpegna
- Cardinale Paluzzo Paluzzi Altieri degli Albertoni
- Papa Benedetto XIII
- Papa Benedetto XIV
- Papa Clemente XIII
- Cardinale Bernardino Giraud
- Cardinale Alessandro Mattei
- Cardinale Pietro Francesco Galleffi
- Cardinale Giacomo Filippo Fransoni
- Cardinale Carlo Sacconi
- Cardinale Edward Henry Howard
- Cardinale Mariano Rampolla del Tindaro
- Cardinale Rafael Merry del Val
- Arcivescovo Duarte Leopoldo e Silva
- Arcivescovo Paulo de Tarso Campos
- Cardinale Agnelo Rossi
- Cardinale Lucas Moreira Neves, O.P.
- Arcivescovo José Antônio Aparecido Tosi Marques

La successione apostolica è:
- Cardinale Sérgio da Rocha (2001)
- Vescovo Plínio José Luz da Silva (2001)
- Vescovo José Luiz Ferreira Salles, C.SS.R. (2006)
- Vescovo Rosalvo Cordeiro de Lima (2011)
- Vescovo Fernando Barbosa dos Santos, C.M. (2014)
- Vescovo Evaldo Carvalho dos Santos, C.M. (2019)
- Vescovo Jesús María López Mauleón, O.A.R. (2019)
- Vescovo Aurélio Pinto de Sousa (2023)